# Casa Torres (Vilafranca del Penedès)
La Casa Torres, o Casa Figueres Sabater, és un edifici del municipi de Vilafranca del Penedès (Alt Penedès) protegit com a bé cultural d'interès local. La Casa Torres va ser construïda l'any 1873, en la zona d'eixample iniciat el 1865 al voltant de l'estació. El 1901 es va afegir la part del carrer de Misser Rufet.

## Descripció
És un conjunt format per dos cossos diferenciats formalment, la façana que s'obre a la plaça de l'Estació i que presenta planta baixa i dos pisos, amb coberta de teula àrab a dos vessants i és una casa entre mitgeres i respon a les característiques del llenguatge eclèctic. La construcció del carrer de Misser Rufet, annexa a la primera, està formada per planta baixa i un pis, amb terrat superior. L'element més remarcable de la façana és la gran tribuna amb ornamentacions florals i escut de les tres torres. Aquesta part de l'obra s'inscriu dins de l'estètica modernista.